# Дурча
Дурча е село в Северна България. То се намира в община Дряново, област Габрово.